# Sigmundur
Sigmundur ist ein männlicher isländischer und färöischer Vorname.

## Herkunft und Bedeutung
Sigmundur ist eine jüngere Form des altnordischen Namens Sigmundr. Dieser setzt sich zusammen aus sig (Sieg) und mund/mundr (Schutz/Brautgeschenk).
Verwandt ist der Name mit Siegmund bzw. Sigmund.

## Namensträger
- Sigmundur Brestisson (961–1005), färöischer Wikingerhäuptling, der die Christianisierung der Färinger einleitete
- Sigmundur Davíð Gunnlaugsson (* 1975), isländischer Politiker
- Sigmundur Ernir Rúnarsson (* 1961), isländischer Journalist, Schriftsteller und Politiker